# Спинете
Спинете (итал. Spinete) је насеље у Италији у округу Кампобасо, региону Молизе.
Према процени из 2011. у насељу је живело 288 становника. Насеље се налази на надморској висини од 618 м.

## Становништво
| 1931. | 1936. | 1951. | 1961. | 1971. | 1981. | 1991. | 2001. | 2011. |
| ----- | ----- | ----- | ----- | ----- | ----- | ----- | ----- | ----- |
| 1.921 | 2.063 | 2.265 | 1.918 | 1.666 | 1.588 | 1.530 | 1.432 | 1.373 |